# Acacia grasbyi
Acacia grasbyi är en ärtväxtart som beskrevs av Joseph Henry Maiden. Acacia grasbyi ingår i släktet akacior, och familjen ärtväxter. Inga underarter finns listade i Catalogue of Life.